# Монтеварки
Монтева̀рки (на италиански: Montevarchi) е град и община в централна Италия, провинция Арецо, регион Тоскана. Разположен е на 144 m надморска височина. Населението на града е 24 166 души (към 31 декември 2010 г.).